# جامعة محمد الأول
جامعة محمد الأول جامعة مغربية تأسست سنة 1978م بمدينة وجدة في شرق المغرب. يبلغ إجمالي عدد الطلاب والطالبات في صفوفها حوالي 900 68 طالبا وطالبة (حسب الموقع الرسمي للجامعة ) وتتكون الهيئة التدريسية للجامعة من 893 أستاذا وأستاذا مساعدا موزعين على مختلف كليات ومراكز الجامعة.
تعرف الجامعة نشاطا كبيرا للاتحاد الوطني لطلبة المغرب. صنفها المجلس الوطني للبحوث بإسبانيا، في دراسة صدرت سنة 2010 في ترتيب الجامعات، في الرتبة الخامسة والثلاثين عربيا والثالثة وطنيا. وفي سنة 2018 تصدرت ترتيب الجامعات المغربية في التصنيف الأكاديمي لجامعات العالم في الفيزياء الذي رفعها إلى فئة أفضل 201 - 300 جامعة على الصعيد العالمي.

## كليات ومعاهد الجامعة
تضم جامعة محمد الأول الكليات التالية:
- كلية العلوم القانونية والاقتصادية والاجتماعية (وجدة)
- كلية الآداب والعلوم الإنسانية (وجدة)
- كلية العلوم (وجدة)
- كلية الطب والصيدلة (وجدة)
- الكلية المتعددة الاختصاصات (الناظور)
- المدرسة الوطنية للعلوم التطبيقية (وجدة)
- المدرسة الوطنية للتجارة والتسيير (وجدة)
- المدرسة العليا للتكنلوجيا (وجدة)

## مراكز البحث الجامعية
تضم جامعة جامعة محمد الأول أيضًا مراكز الأبحاث التالية:
- مركز الدراسات حول حركات الهجرة المغاربية
- المركز الجامعي للأبحاث الأركيولوجية
- مركز الشرق للعلوم والتكنولوجيا
- مركز الدراسات والبحوث الإنسانية والاجتماعية وجدة
- المركز الجامعي للغات والتواصل.

## شخصيات بارزة
من بين خريجيها وأساتذتها ومسؤوليها البارزين:
- بلخير حموتي باحث في الكيمياء[8]
- عبد الله النهاري، خطيب وداعية.
- عبد الرحمن بوعلي، شاعر وناقد ومترجم ومؤلف مسرحي.
- محمد بن شريفة، فائز بجائزة الملك فيصل العالمية للأدب العربي.
- محمد علي الرباوي، شاعر مغربي.
- مصطفى بن حمزة، من أعضاء المجلس العلمي الأعلى بالمغرب.
- محمد سعود، فنان تشكيلي وناقد فني.
- خالد حاجي، كاتب ومفكر مغربي
- حسن الأمراني، شاعر ورئيس اتحاد رابطة الأدب الإسلامي.
- محمد نجيب بوليف، خبير اقتصادي، أستاذ جامعي ووزير مغربي.
- محمد لقاح، شاعر وباحث مغربي
- نزيهة امعاريج، ناشطة جمعوية من حركة التوحيد والإصلاح
- فؤاد بوعلي، عالم لسانيات.
- عبد القادر بطار، عالم كلام، أستاذ العقيدة. رئيس قسم الدراسات الإسلامية.
- بدر المقري، باحث ومؤرخ وأكاديمي مغربي.

## وصلات خارجية
- جامعة محمد الأول بوجدة/كلية العلوم: السيد عبد الله بنعبيد رئيس جديد لمصلحة شؤون الطلبة بكلية العلوم
- الموقع الرسمي لجامعة محمد الأول بمدينة وجدة نسخة محفوظة 6 يناير 2015 على موقع واي باك مشين.
- موقع مركز الدراسات والبحوث الإنسانية والاجتماعية وجدة
- الموقع الرسمي للمركز الجامعي لللغات والتواصل وجدة
- بوابة جامعة محمد الأول
- بوابة كلية العلوم وجدة